# Les Shadoks
Les Shadoks (Los Shadoks en la versión subtitulada en español) es una serie francesa de animación de 208 episodios de dos a tres minutos, creada por el dibujante Jacques Rouxel (1931-2004) y producida por la sociedad aaa. La serie original fue emitida por la cadena nacional francesa ORTF entre el 29 de abril de 1968 y 1974 (tres primeras temporadas); y una nueva temporada fue emitida a partir de enero del año 2000 por Canal+ (cuarta temporada). Desde entonces, la serie ha sido emitida de nuevo por diversas cadenas nacionales francesas e internacionales.

## Concepción y realización
La serie parte de una idea del dibujante Jacques Rouxel, que la propone como intermedio a la cadena nacional ORTF, y escribe los guiones. La dirección estaba asegurada por René Borg en el caso de la primera temporada y Robert Richez en la segunda. Los episodios estaban narrados por la voz del actor Claude Piéplu (1923-2006) y la banda sonora de la serie fue compuesta por Robert Cohen-Solal (1943). Jean Cohen-Solal, hermano del músico, da voz a los graznidos de los Shadoks.

## Sinopsis
La serie cuenta las peripecias de los Shadoks, una especie de criaturas con aspecto de pájaros (con un pico dentado, largas patas y alas pequeñas e inútiles) que viven en su propio planeta. Los Shadoks son mezquinos y estúpidos pero no desprovistos de una cierta lógica absurda que les permite elucubrar planes e inventos. Al principio de la serie, el objetivo principal de los Shadoks es llegar al planeta tierra, ya que su planeta se ha vuelto demasiado inestable como para poder vivir en él. Para ello, deciden crear un cohete. Al mismo tiempo, los Gibis, una especie inteligente y educada que vive en otro planeta, tiene el mismo objetivo, y fabrica también su propio cohete.

## Universo Shadok

### Lenguaje Shadok
Los Shadoks hablan una lengua compuesta de unícamente cuatro sílabas, que son "GA", "BU", "ZO" y "MEU". Como el cerebro de los Shadoks sólo tiene cuatro casillas, no puede contener otras sílabas. Es por ello que su lengua es altamente polisémica; cada una de las sílabas puede contener innumerables significados según el contexto.

### Lógica Shadok
Los Shadoks son conocidos incluso hoy en día por una serie de frases que resumen su particular filosofía. Algunas de sus máximas más famosas son:
- "Por qué hacer algo simple si se puede hacer complicado."
- "Sólo intentando algo de forma continua se consigue tener éxito. Dicho de otra manera: cuanto más fracase algo, más probabilidades tiene de funcionar."
- "Toda ventaja tiene sus desventajas, y viceversa."
- "Es mejor bombear incluso si no pasa nada que no bombear y correr el riesgo de que pase algo peor por no bombear."
- "Si no hay solución es porque no hay problema."
- "Con una escalera pensada para subir se consigue muchas veces llegar a un punto más bajo que con una escalera pensada para bajar."

## Recepción
Desde su primera emisión en 1968 la serie provocó una intensa polémica, entre los partidarios de prohibirla por su pretendida estupidez, y aquellos que la defendían debido a su carácter divertido. En aquel tiempo, la mitad de los telespectadores estaba contra la serie y la mitad a su favor, y enviaban miles de cartas a la cadena de televisión ORTF explicando sus puntos de vista. Del contenido de esas cartas nacieron una serie de emisiones llamadas Les Français écrivent aux Shadoks (Los franceses escriben a los Shadoks).